# Неогублений голосний заднього ряду високого підняття
Неогублений голосний заднього ряду високого піднесення (англ. Close back unrounded vowel) — один з голосних звуків, шістнадцятий з основних голосних звуків.
Інколи називається неогубленим заднім високим голосним.
- У Міжнародному фонетичному алфавіті позначається як [ɯ].
- У Розширеному фонетичному алфавіті SAM позначається як [M].

## Властивості
- Підняття язикової спинки — високе, тобто язик підіймається якнайвище, де ще не утворюється звуження властиве приголосним.
- Ряд — задній, тобто язик перебуває якнайзадніше, де ще не утворюється звуження властиве приголосним.
- Огублення — неогублений, тобто губи розтягнуті.

## Приклади
- Киргизька мова: кыз [qɯz] (дівчина)
- Кримськотатарська мова: canım [ˈdʒanɯm] (будь ласка)
- Закарпатський говір української мови: позычити [poˈzɯt͡ʃɪtɪ] (позичити)